# Estimulação do nervo vago

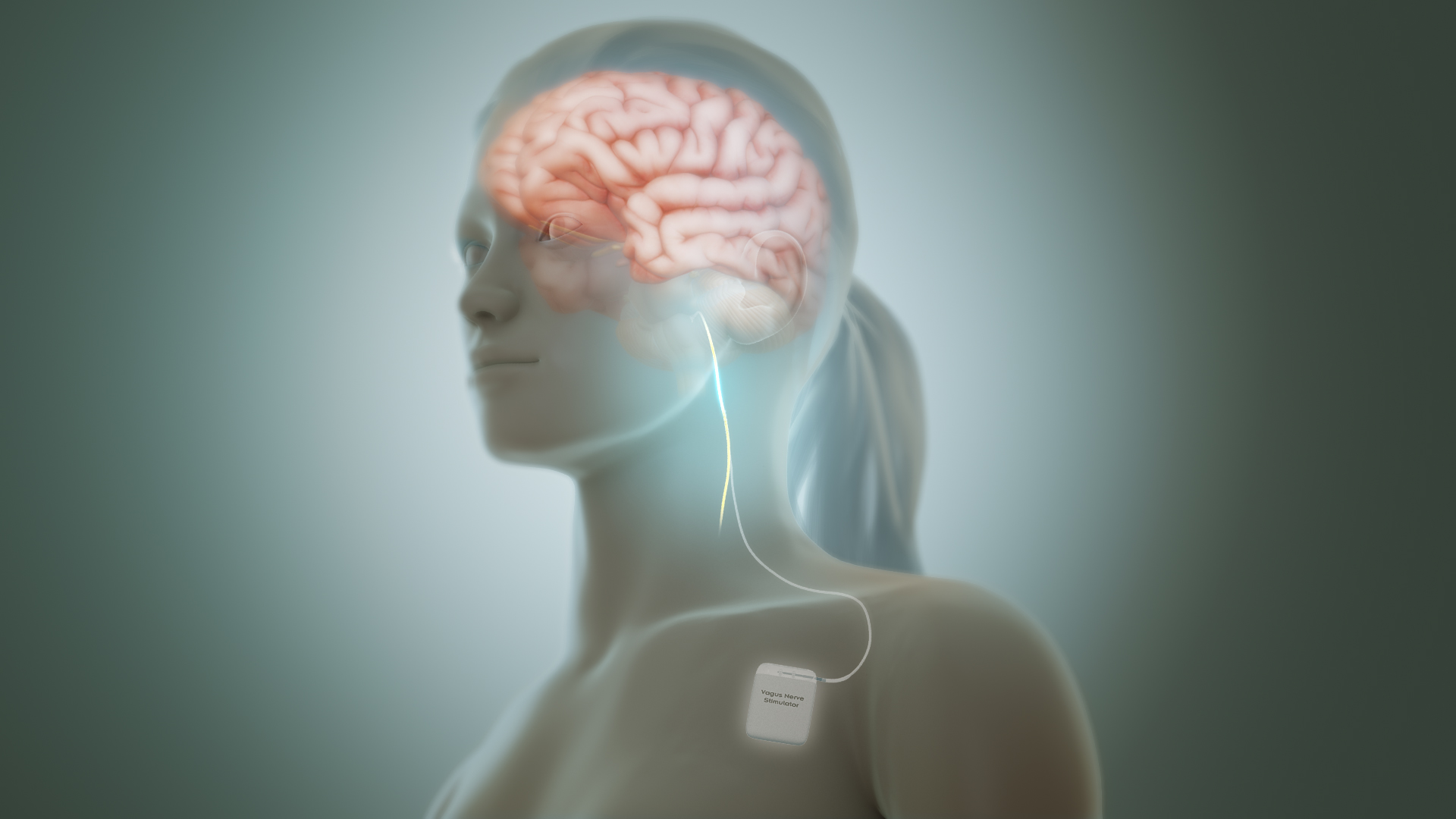
Estimulação elétrica do nervo vago.

A estimulação do nervo vago (ENV) é um tratamento médico que envolve a aplicação de impulsos elétricos no nervo vago. É usado como um tratamento complementar para certos tipos de epilepsia intratável e depressão resistente ao tratamento.

## Uso médico
Os dispositivos de ENV são usados para tratar a epilepsia resistente a medicamentos e o transtorno depressivo maior resistente a tratamentos (DRT).
Nos Estados Unidos, a ENV é aprovada como terapia adjuvante para pessoas com 4 anos de idade ou mais com convulsões de início focal refratárias. Na União Europeia, a ENV é aprovada como terapia adjuvante para pacientes com convulsões de início focal ou generalizadas, sem restrições de idade. Recomenda-se que a ENV seja utilizada somente após um teste adequado de pelo menos dois medicamentos anticonvulsivos apropriadamente escolhidos e que o paciente não seja elegível para cirurgia de epilepsia. Isso se deve ao fato de que a cirurgia de epilepsia está associada a uma maior probabilidade de resultar em ausência de crises. Pacientes com baixa adesão ou tolerância a medicamentos anticonvulsivos podem ser bons candidatos à ENV. Pacientes com depressão comórbida apresentaram melhoras no humor com a terapia ENV.
A ENV pode ser benéfica para determinadas síndromes de epilepsia e tipos de crises, como a síndrome de Lennox-Gastaut, epilepsia relacionada ao complexo de esclerose tuberosa, crises de ausência refratária e crises atônicas. Também há relatos de utilização bem-sucedida da ENV em pacientes com estado de mal epiléptico refratário e super refratário.

## Eficácia

### Epilepsia
Uma metanálise de 74 estudos clínicos com 3.321 pacientes constatou que a ENV produziu uma redução média de 51% nas convulsões após 1 ano de terapia. Aproximadamente 50% dos pacientes tiveram uma redução igual ou superior a 50% nas convulsões no momento do último acompanhamento. Estudos de longo prazo mostraram que a resposta à ENV aumenta com o tempo. Por exemplo, um estudo que acompanhou 74 pacientes por 10 a 17 anos constatou uma redução da frequência de crises de 50 a 90% em 38,4%, 51,4%, 63,6% e 77,8% dos pacientes em 1, 2, 10 e 17 anos após o implante, respectivamente. Aproximadamente 8% apresentaram resolução total das crises. Também foi demonstrado que a VNS reduz as taxas de morte súbita inesperada em epilepsia (sudden unexpected death in epilepsy - SUDEP) e melhora os índices de qualidade de vida. Foram identificados vários preditores de uma resposta clínica favorável, incluindo início da epilepsia > 12 anos de idade, tipo de epilepsia generalizada, epilepsia não lesional, epilepsia pós-traumática e pacientes com menos de 10 anos de histórico de convulsões.

### Depressão
A partir de 2017, a eficácia da ENV para DRT não está clara. Uma revisão narrativa de 2022 concluiu que "O uso da ENV é uma terapia de longo prazo aprovada, eficaz e bem tolerada para depressão crônica e resistente ao tratamento. São desejáveis mais estudos controlados por simulação durante um período observacional mais longo".

## Mecanismo de ação
O nervo vago é o décimo nervo craniano e se origina de uma série de raízes na medula; ele carrega fibras aferentes (80%) e eferentes (20%). Ele tem a distribuição mais longa e mais ampla de todos os nervos cranianos e funciona como um elo bidirecional entre o cérebro e os órgãos periféricos. As aferências do nervo vago se projetam para o núcleo do trato solitário, que posteriormente se comunica com outras regiões do cérebro, incluindo o núcleo dorsal da rafe, o cerúleo , a amígdala e outras áreas.
Há vários mecanismos em potencial que podem explicar a eficácia da ENV no tratamento da epilepsia e de outras condições, incluindo:
1. Há evidências de que a ENV resulta em dessincronização cortical em pacientes com epilepsia que tiveram uma resposta clínica favorável em relação àqueles que não tiveram.[23][24][25] Isso faz sentido, pois as convulsões consistem em atividade hipersincrônica anormal no cérebro.
2. Várias linhas de evidência sugerem que a inflamação desempenha um papel significativo na epilepsia, bem como nas comorbidades neurocomportamentais associadas, como depressão, transtorno do espectro do autismo e comprometimento cognitivo.[26] Há evidências de que a ENV tem um efeito anti-inflamatório por meio de mecanismos periféricos e centrais.[22]
3. A ENV pode alterar a atividade de vários sistemas de neurotransmissores envolvendo serotonina, norepinefrina e GABA.[27][28] Esses neurotransmissores estão envolvidos tanto na epilepsia quanto em outras condições neuropsiquiátricas, como depressão e ansiedade.
4. A ENV pode alterar a conectividade funcional em várias regiões do cérebro e aumentar a plasticidade sináptica para reduzir a atividade excitatória envolvida nas convulsões.[29][30] Também foi demonstrado que ela altera a conectividade funcional da rede de modo padrão em pacientes deprimidos.[31]

## Eventos adversos
Há duas categorias de eventos adversos associados ao ENV; aqueles relacionados:
1. ao procedimento cirúrgico; ou
2. à estimulação.

Um grande estudo retrospectivo de 25 anos com 247 pacientes encontrou uma taxa de complicações cirúrgicas de 8,6%. Os eventos adversos mais comuns incluíram infecção em 2,6%, hematoma no local da cirurgia em 1,9% e paralisia das cordas vocais em 1,4%. O efeito colateral mais comum relacionado à estimulação um ano após o implante foi rouquidão em 28% e parestesia na região da garganta e queixo em 12%. No terceiro ano, a taxa de efeitos adversos relacionados à estimulação diminuiu substancialmente, sendo a falta de ar o efeito mais comum, ocorrendo em 3,2%. Em geral, a ENV é bem tolerada e os efeitos colaterais diminuem com o tempo. Além disso, os efeitos colaterais podem ser controlados com a alteração dos parâmetros de estimulação.
Há evidências de que a ENV pode induzir a apneia do sono em até 28% dos pacientes adultos.

## Dispositivos e procedimentos
O dispositivo consiste em um gerador do tamanho de uma caixa de fósforos que é implantado sob a pele abaixo da clavícula da pessoa. Os fios condutores do gerador são conduzidos por um túnel até o pescoço do paciente e enrolados ao redor do nervo vago esquerdo na bainha da carótida, onde ele fornece impulsos elétricos ao nervo.
A implantação do dispositivo ENV geralmente é feita em um procedimento ambulatorial. O procedimento é o seguinte: é feita uma incisão na parte superior esquerda do tórax e o gerador é implantado em uma pequena "bolsa" no tórax esquerdo, sob a clavícula. Uma segunda incisão é feita no pescoço, para que o cirurgião possa acessar o nervo vago. Em seguida, o cirurgião envolve os eletrodos ao redor do ramo esquerdo do nervo vago e conecta os eletrodos ao gerador. Uma vez implantado com sucesso, o gerador envia impulsos elétricos ao nervo vago em intervalos regulares. O nervo vago esquerdo é estimulado em vez do direito porque o direito desempenha um papel na função cardíaca, de modo que estimulá-lo poderia ter efeitos cardíacos negativos. A "dose" administrada pelo dispositivo precisa então ser definida, o que é feito por meio de uma varinha magnética; os parâmetros ajustados incluem corrente, frequência, largura de pulso e ciclo de trabalho.
Estão sendo testados e desenvolvidos dispositivos "vestíveis" que envolvem estimulação transcutânea e não requerem cirurgia. Os impulsos elétricos são direcionados para a orelha, nos pontos em que os ramos do nervo vago têm representação cutânea; esses dispositivos foram testados em ensaios clínicos para o tratamento de transtorno depressivo maior resistente em 2017.

## Histórico

### Antecedentes
James L. Corning (1855-1923) foi um neurologista norte-americano que desenvolveu o primeiro dispositivo para estimular o nervo vago no final do século XIX. Naquela época, uma teoria amplamente difundida era a de que o fluxo sanguíneo excessivo causava convulsões. Na década de 1880, Corning projetou um instrumento pontiagudo chamado "garfo carotídeo" para comprimir a artéria carótida para o tratamento agudo de convulsões. Além disso, ele desenvolveu o "truss carotídeo" para compressão prolongada das artérias carótidas como um tratamento preventivo de longo prazo para a epilepsia. Em seguida, ele desenvolveu o "eletrocompressor", que permitia a compressão das artérias carótidas bilaterais, bem como a estimulação elétrica dos nervos vago e simpático cervical. A ideia era reduzir o débito cardíaco e estimular os nervos simpáticos cervicais para contrair os vasos sanguíneos cerebrais. Corning relatou benefícios significativos, mas o estudo não foi aceito por seus colegas e acabou sendo esquecido.
Na década de 1930, Biley e Bremer demonstraram a influência direta da ENV no sistema nervoso central. Isso foi contrário a Corning, que pretendia usá-la para reduzir o fluxo sanguíneo cerebral. Nas décadas de 1940 e 1950, foi demonstrado que a estimulação do nervo vagal afetava a atividade do EEG. Por fim, quase 100 anos depois de Corning, Zabara propôs que a ENV poderia ser usada para tratar a epilepsia. Ele então demonstrou sua eficácia em experimentos com animais. O primeiro ser humano foi implantado com uma ENV para o tratamento da epilepsia em 1988.

### História recente
Em 1997, o painel de dispositivos neurológicos da Agência de Alimentos e Medicamentos (Food and Drug Administration - FDA) dos EUA se reuniu para considerar a aprovação de um estimulador do nervo vago (ENV) implantado para epilepsia, solicitado pela Cyberonics (que foi posteriormente adquirida pela LivaNova).
A FDA aprovou um ENV implantado para DRT em 2005.
Em abril de 2017, a FDA liberou a comercialização de um estimulador portátil não invasivo do nervo vago, chamado "gammaCore" e fabricado pela ElectroCore LLC, para cefaleias em salvas episódicas, sob a via de novo. Em janeiro de 2018, a FDA liberou um novo uso desse dispositivo, para o tratamento de dor de enxaqueca em adultos sob um registro do tipo 510(k) baseado na liberação de novo.
Em 2020, o ENV não invasivo da ElectroCore recebeu uma Autorização de Uso de Emergência (Emergency Use Authorization - EUA) da FDA para o tratamento de pacientes com COVID-19, uma vez que a pesquisa mostrou que esse trem de pulso faz com que as vias aéreas nos pulmões abram seu efeito anti-inflamatório.

## Pesquisa
Como o nervo vago está associado a muitas funções e regiões cerebrais diferentes, foram realizadas pesquisas clínicas para determinar sua utilidade no tratamento de outras doenças, incluindo vários transtornos de ansiedade, obesidade, dependência de álcool, insuficiência cardíaca crônica, prevenção de arritmias que podem causar morte cardíaca súbita, distúrbios autoimunes, síndrome do intestino irritável, doença de Alzheimer, doença de Parkinson, hipertensão, e várias condições de dor crônica. Um estudo recente mostrou que a ENV crônica apresentou fortes efeitos antidepressivos e ansiolíticos e melhorou o desempenho da memória em um modelo animal da doença de Alzheimer.
Também foi demonstrado que a estimulação elétrica transcutânea do nervo vago (EETNV) melhora a memória em adultos saudáveis.
A ENV também foi estudada em pequenos ensaios com pessoas com distúrbios do neurodesenvolvimento, geralmente com epilepsia, incluindo síndrome de Landau-Kleffner, síndrome de Rett e distúrbios do espectro do autismo. A ENV está sendo estudada desde 2018 como um tratamento para enxaquecas e fibromialgia.

### Transcutâneo
Em 2015, estavam sendo desenvolvidos dispositivos ENV que não eram implantados, mas transmitiam sinais através da pele, conhecidos como EETNV. Os impulsos elétricos são direcionados ao pavilhão auricular da orelha em pontos onde os ramos do nervo vago estão próximos à superfície. Não é invasivo e se baseia na lógica de que há uma distribuição do nervo vago na superfície da orelha. A EETNV está sendo estudado para derrame e tratamento de depressão.